# 6553 Seehaus
6553 Seehaus (1989 GP6) là một tiểu hành tinh vành đai chính được phát hiện ngày 5 tháng 4 năm 1989 bởi M. Geffert ở La Silla.